# Corolă
Corola reprezintă învelișul intern al unei flori, fiind alcătuit din totalitatea petalelor acelei flori. În interiorul corolei se găsesc organele de reproducere ale plantei, ovarul și staminele, dar și nectarina, organul care secretă sau conține nectar.

## Clasificare
- După modul de unire a petalelor
  - dialipetală (cu petale libere);
  - gamopetală (cu petale concrescute) și
  - Flori apetale (fără petale).

- După dispunerea petalelor

- După simetrie

- - cu simetrie actinomorfă sau radială - *
  - cu simetrie zigomorfă sau bilaterală - %

- După culoare

- După formă

- După durată

## Etimologie
Din latină corolla, -s = coroniță.